# Oreobates gemcare
Espèce
Oreobates gemcare est une espèce d'amphibiens de la famille des Craugastoridae.

## Répartition
Cette espèce est endémique de la province de Paucartambo dans la région de Cuzco au Pérou. Elle se rencontre entre 2 400  et   2 800 m d'altitude dans la vallée de Cosñipata.

## Description
Les mâles mesurent de 31,8 à 34,3 mm et les femelles de 35,5 à 39,9 mm

## Étymologie
Cette espèce est nommée en référence à la société GEMCare (Golden Empire Managed Care) qui soutient les travaux des auteurs.

## Publication originale
- Padial, Chaparro, Castroviejo-Fisher, Guayasamin, Lehr, Delgado, Vaira, Teixeira, Aguayo & De La Riva, 2012 : A revision of species diversity in the Neotropical genus Oreobates (Anura: Strabomantidae), with the description of three new species from the Amazonian slopes of the Andes. American Museum Novitates, n. 3752, p. 1-55 (texte intégral).